# Haus Wertheim (Frankfurt am Main)

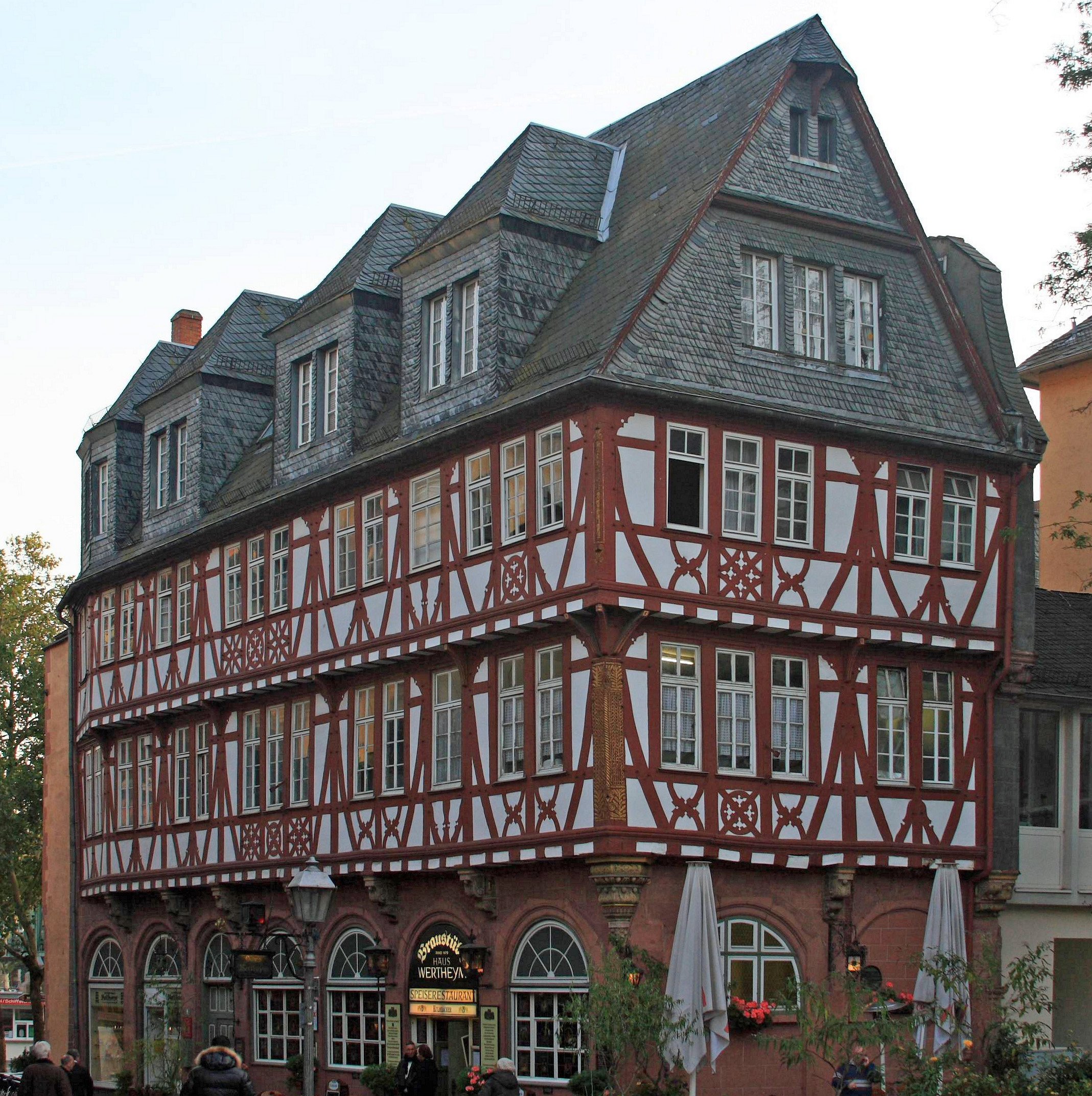
Haus Wertheim am Fahrtor 1

Das Haus Wertheim, auch Wertheym, ist ein um 1600 errichtetes Fachwerkhaus am Fahrtor in Frankfurt am Main. Es ist das einzige im Originalzustand erhaltene Haus mit freiliegendem Fachwerk in der Frankfurter Altstadt, das die Luftangriffe auf Frankfurt am Main nahezu unversehrt überstand. Das Haus steht unter Denkmalschutz. Bis zur Zerstörung der Altstadt wurde es wenig beachtet. Heute gilt es mit seinem massiven Erdgeschoss mit Sandsteinarkaden, den beiden auskragenden Fachwerkobergeschossen und dem verschieferten Dachgeschoss als typisch für den Frankfurter Baustil. Sein Erscheinungsbild und sein Status als letztes von ehemals mehr als 1200 Fachwerkhäusern der Altstadt hat seit den 1970er Jahren dazu beigetragen, den Wunsch nach umfassenden Rekonstruktionen von repräsentativen Altstadthäusern in der Frankfurter Bürgerschaft zu fördern.

## Lage

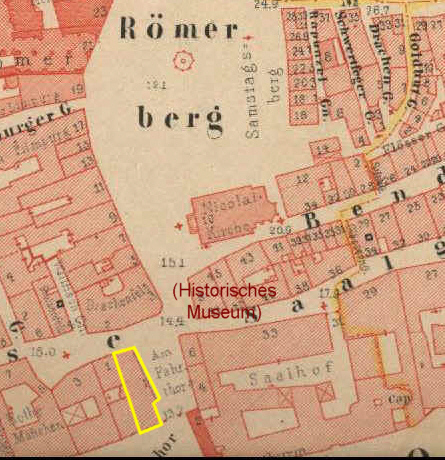
Lage des Hauses in der Altstadt auf dem Ravensteinplan von 1861

Das Haus Wertheim liegt am Fahrtor gegenüber dem Saalhof in unmittelbarer Nähe des Mainkais, wo sich bereits in staufischer Zeit eine befestigte Hafenanlage befand. Der Name Fahrtor oder Zur Fahr erinnert an die Furt, die der Stadt ihren Namen und ihre Bedeutung als Verkehrsknotenpunkt gab.
Im Rahmen der 1333 von Kaiser Ludwig dem Bayern genehmigten Stadterweiterung entstand eine neue Stadtmauer mit mehreren Toren, die den Zugang vom Mainufer in die Stadt schützen sollten. Das Fahrtor war das bedeutendste von ihnen, da es unmittelbar auf den Römerberg führte. Das unmittelbar neben dem Fahrtor gelegene Haus Badstube oder Fahrbadstube wurde schon 1340 erstmals erwähnt. Es gehörte ursprünglich dem Kollegiatstift St. Leonhard, wurde aber bereits um 1450 mit dem Haus Wertheim vereinigt.
Gegenüber von Haus Wertheim lag das Haus Freudenberg (Am Fahrtor 6, an der Ecke zur Saalgasse), früher auch Brabant genannt. Es war ein nach 1833 entstandener klassizistischer Bau mit drei Obergeschossen. Das Haus überstand den Krieg unversehrt und wurde erst 1970 für den damaligen Neubau des Historischen Museums abgerissen, ebenso wie eine gotische Toreinfahrt, ein Rest des Hauses Roter Krebs (Am Fahrtor 4).
Nach Westen schloss sich das Nachbarhaus Mainzer Gasse 1 an, das Stammhaus der Familie Passavant. Es hatte eine gemeinsame Brandmauer und gleiche Geschoßhöhen mit dem Haus Wertheim, deshalb dürfte es zur selben Zeit erbaut worden sein. Das Stammhaus Passavant wurde im Krieg zerstört, bis auf Reste einer Konsole an der Brandmauer.

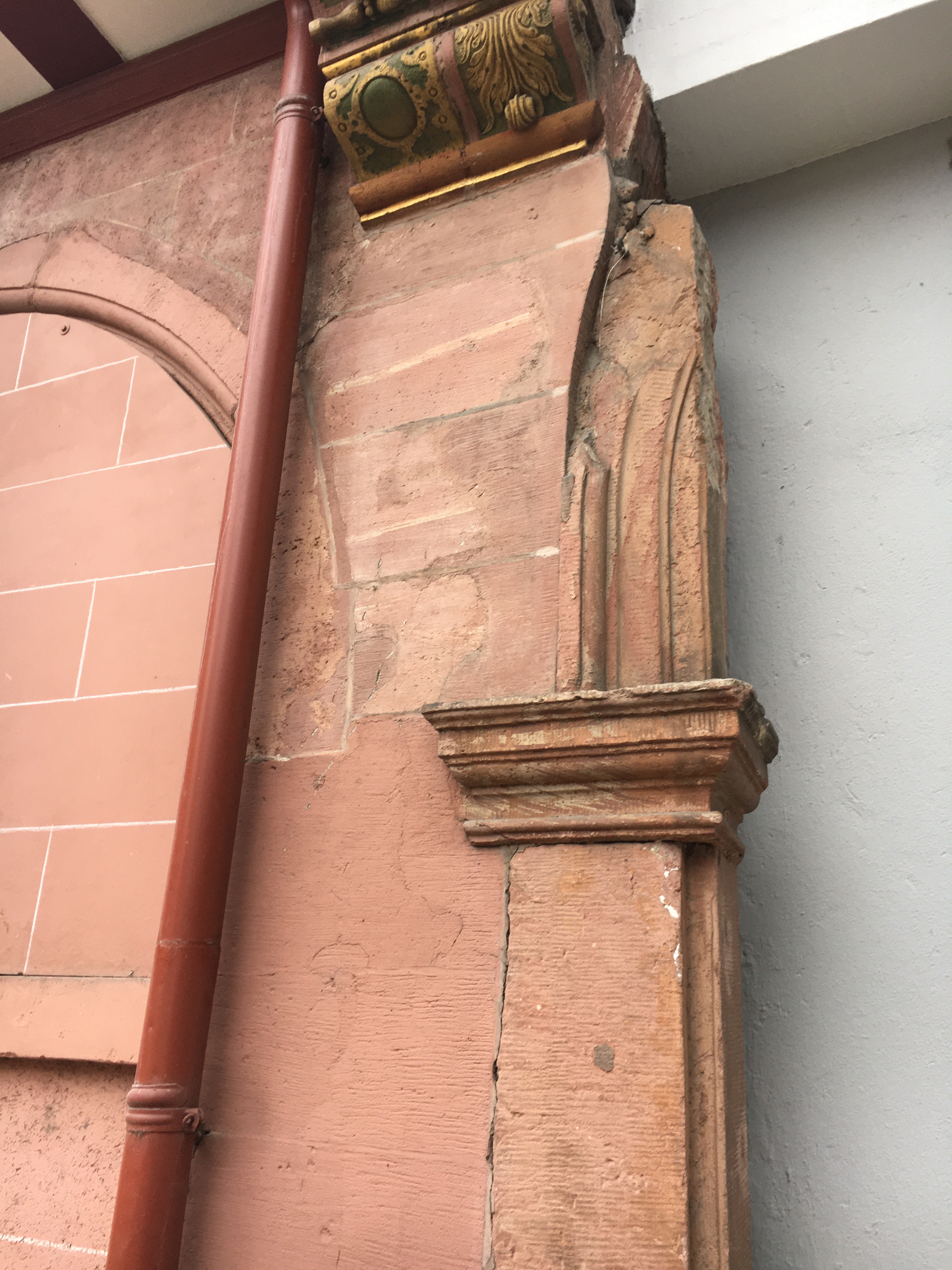
Detail der Nordfassade mit Konsolenrest des früher angrenzenden Anwesens Passavant

Westlich neben dem Stammhaus Passavant lag die gleichfalls kriegszerstörte Villa Souchay. Cornelius Carl Souchay ließ sie 1809 im klassizistischen Stil anstelle des Hauses Zur Scheuer erbauen. Er richtete sie großzügig ein und machte sie zum Mittelpunkt eines literarischen Salons. In der Villa Souchay lebten auch sein Sohn Eduard Souchay und seine Enkelin Cécile Charlotte Sophie Jeanrenaud mit ihrer früh verwitweten Mutter. Am 9. September 1836 verlobte sie sich in dem Haus mit dem Komponisten Felix Mendelssohn Bartholdy, am 25. September 1853 starb sie hier.
Beim Wiederaufbau entstand anstelle der zerstörte Häuser das Gemeindehaus der evangelischen Paulsgemeinde, das 2015 bis 2017 zum Tagungshaus der Evangelischen Akademie Frankfurt umgestaltet wurde.

## Geschichte

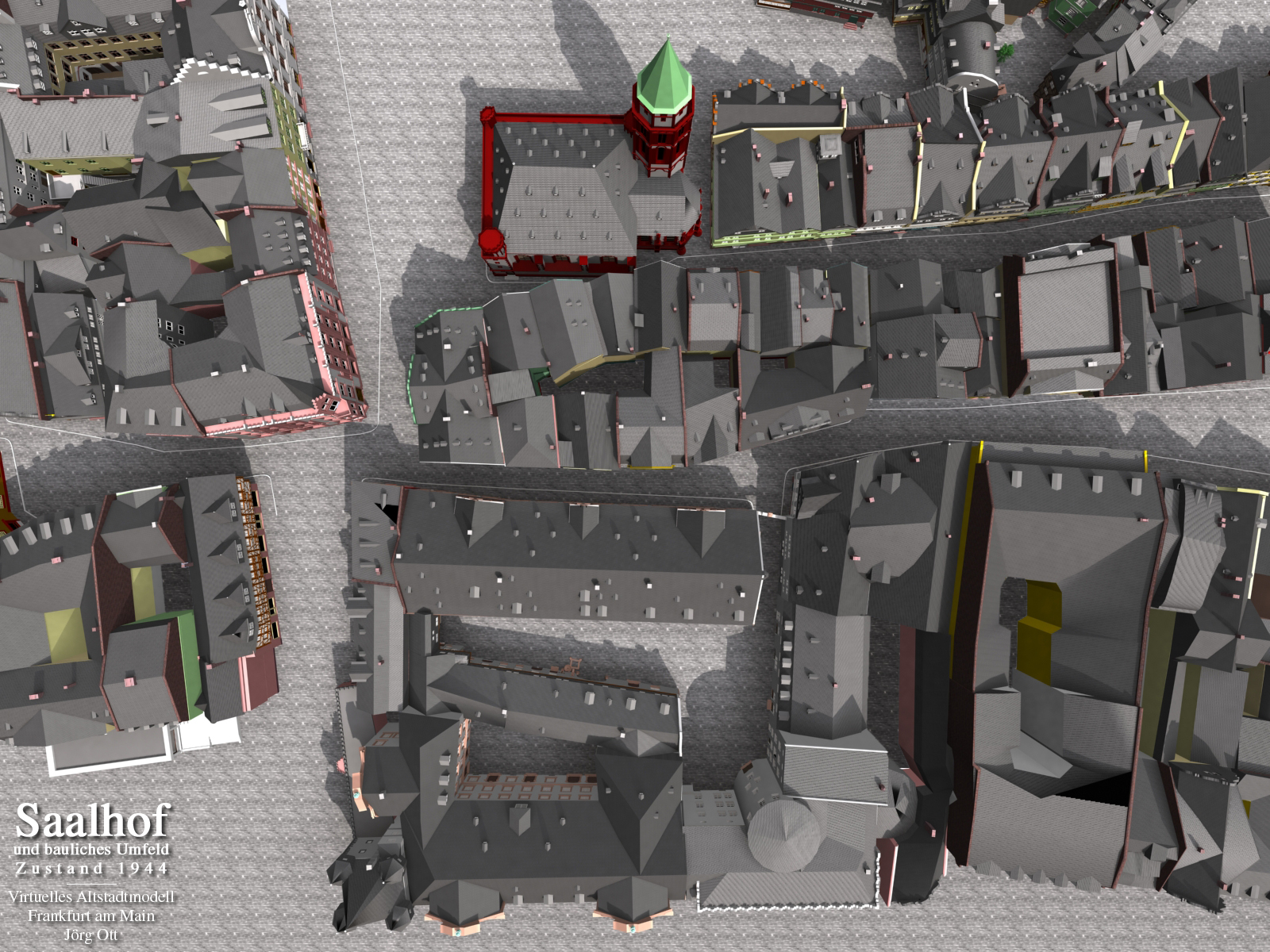
Rekonstruktion der baulichen Situation 1944 im virtuellen Altstadtmodell von Jörg Ott

Das Haus Wertheim wird erstmals 1383 erwähnt. Der Name geht auf seinen damaligen Besitzer zurück, der vermutlich aus Wertheim stammte. Ursprünglich bezeichnete der Name nur das Eckhaus an der Alten Mainzer Gasse, während sich südlich davon Richtung Main noch die zum Leonhardsstift gehörende Badstube befand, die nach 1450 mit dem Haus Wertheim vereinigt wurde. Nach dem 1456–1460 erfolgten Bau des Fahrtores stieß das Haus unmittelbar an die Stadtmauer.
Das heutige Gebäude entstand um 1600, wahrscheinlich kurz nach dem Salzhaus. Der Kragstein an der nordöstlichen Ecke des Hauses ist dem des Salzhauses sehr ähnlich. Die Rundbogenarkaden sind allerdings wesentlich einfacher ausgeführt als beim Salzhaus oder anderen Bürgerhäusern derselben Zeit, wie dem Haus zur Goldenen Waage. Wahrscheinlich diente Haus Wertheim als Warenkontor. Im offenen Untergeschoss zwischen den Arkaden und in den Kellergewölben konnten Waren gelagert und gehandelt werden, besonders zu den Messezeiten im Frühjahr und Herbst.
Vom 17. bis ins 19. Jahrhundert diente Haus Wertheim als Zollhaus und Wachlokal für die Stadtgarde. Wie die meisten Fachwerkhäuser in Frankfurt war auch Haus Wertheim früher verputzt oder verschiefert. Im Rahmen der 1926 begonnenen Altstadtgesundung des Bundes tätiger Altstadtfreunde wurde Haus Wertheim renoviert und das Fachwerk freigelegt. Im Erdgeschoss befanden sich schon damals ein Café und eine Gaststätte.
Bei den Luftangriffen im Zweiten Weltkrieg blieb das Haus Wertheim als einziges von etwa 1250 Fachwerkhäusern der Altstadt weitgehend unbeschädigt. Bereits seit 1940 hatte man die fest gefügten Gewölbekeller der Altstadthäuser durch unterirdische Gänge miteinander verbunden und auf dem Römerberg neben dem Löschwasserbecken am Gerechtigkeitsbrunnen einen Ausstieg angelegt. Beim verheerenden Luftangriff am 22. März 1944 entstand ein Feuersturm, der die gesamte hölzerne Altstadt zwischen Dom und Römer einäscherte. Die Frankfurter Feuerwehr war gegen die Flächenbrände machtlos. Es gelang ihr jedoch, mit Wasserschleiern einen Fluchtweg vom Notausstieg am Römerberg zum Mainufer zu legen, über den sich Tausende von Menschen retten konnten. Der Wasserschleier schützte auch das Haus Wertheim vor den Flammen, ebenso wie das gegenüberliegende spätklassizistische Haus Freudenberg. Auch von Sprengbomben blieben die beiden Gebäude verschont.
Nach Kriegsende blieb das immer in Privatbesitz befindliche Gebäude lange Zeit unbeachtet. Die Altstadt wurde ab 1952 ohne Rücksicht auf historische Bausubstanz und mit einem ganz anderen Straßenraster wiederaufgebaut. Die Altstadt war nun viel weniger dicht besiedelt und, anders als vor dem Krieg, keine Touristenattraktion mehr. Erst 1963 wurde Haus Wertheim im Zuge einer Renovierung unter Denkmalschutz gestellt. Trotzdem wurde noch 1970 für den Neubau des Historischen Museums das gegenüberliegende vollkommen intakte Haus Freudenberg abgerissen. Erst Mitte der 1970er Jahre wandelte sich die Einstellung zu den historischen Fachwerkbauten Frankfurts. Denkmalschützer wiesen darauf hin, dass trotz der Kriegszerstörungen noch mehr als 3000 Fachwerkhäuser im Stadtgebiet existierten, vor allem in den Vororten. 1981 bis 1983 wurden, nach langen politischen Auseinandersetzungen, die Fachwerkhäuser am Samstagsberg rekonstruiert, 2012 bis 2017 mehrere historische Straßenzüge im Dom-Römer-Projekt.
Das Haus Wertheim wurde 1964 letztmals renoviert. Es weist inzwischen erhebliche Schäden an den Fenstern, der Fassade und am Schieferdach auf.

## Architektur

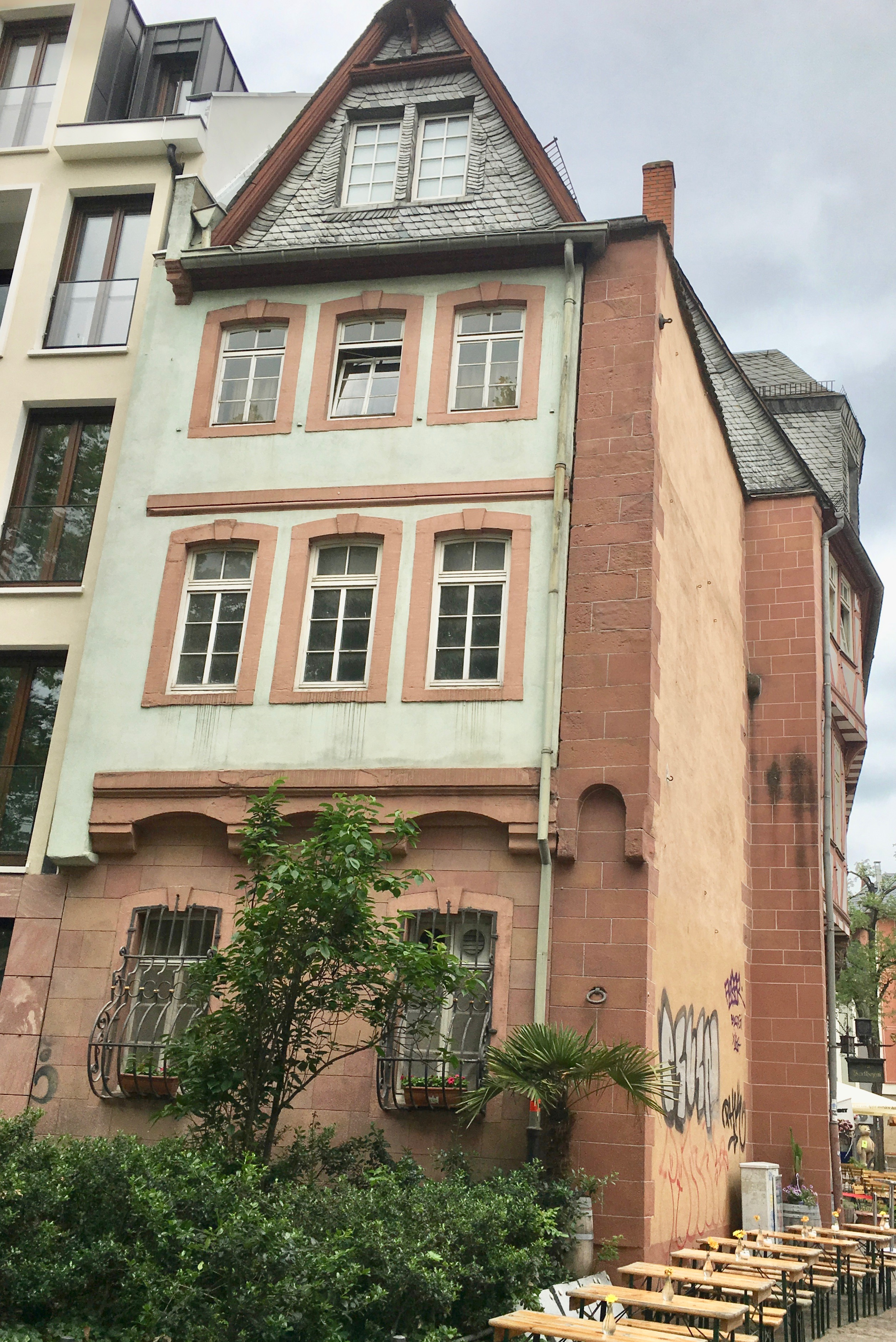
Haus Wertheim/Badstube von Süden

Haus Wertheim ist nach der amtlichen Denkmaltopographie ein „Repräsentatives Fachwerkhaus der Renaissance aus arkadiertem Erdgeschoss in Stein und doppelt ausgekragten Obergeschossen in dekorativem Holzgefüge; Giebel verschiefert (überdimensionierte Gauben modern)“. Die traufständige Ost-Fassade zum Fahrtor ist etwa 19,6 Meter lang, die schmale nördliche Giebelseite zur Alten Mainzer Gasse etwa 6,50 Meter breit. Im Süden an das Haus Wertheim angebaut ist das etwa 7 Meter lange, mit ihm verbundene Haus Badstube mit dem Giebel zum Mainkai. Sein Dachfirst ist etwa einen Meter niedriger als der von Haus Wertheim. Seine Ostwand, die früher direkt an das Fahrtor angebaut war, ist verputzt und vollständig fensterlos.
Die Ostfassade von Haus Wertheim weist 7 Arkadenbögen aus rotem Mainsandstein auf, deren Pfeiler und Kragsteine nicht ganz symmetrisch sind. Der dritte Bogen von Süden, in dem sich der Hauseingang befindet, ist etwa ein Drittel schmaler als die anderen. Nur der Kragstein an der Nordostecke ist reich geschmückt, mit Löwenkopf, Zahnschnitt-, Eierstab- und Akanthus-Ornamenten.
Das erste Obergeschoss kragt etwa eineinhalb Werkschuh aus, das zweite Obergeschoss etwa einen Schuh. Die Brüstung beider Fachwerkgeschosse ist reich geschmückt mit Fußbändern, Feuerböcken, gekreuzten Rauten und gekreuzten Kreisen. Die Fenster sind in Zweier- und Dreiergruppen angeordnet, dazwischen Fachwerk-Mannfiguren. Nur die Eckpfosten weisen in beiden Obergeschossen Schnitzereien auf, die übrigen Streben und Balken sind unverziert. Das Fachwerk zeigt deutliche Beziehungen zu ähnlichen Bauten am Mittelrhein, beispielsweise dem Alten Haus in Bacharach.
Das Dachgeschoss ist vollständig verschiefert. Die vier Walmdachgauben an der Ostseite mit jeweils zwei Fenstern wurden erst in neuerer Zeit aufgesetzt.